# James Patrick Kelly
James Patrick Kelly (Mineola, Nueva York, 11 de abril de 1951) es un escritor de ciencia ficción norteamericano. Ganador de dos Hugo- y un Nebula- Kelly empezó a publicar en los años 1970 y actualmente es considerado como uno de los más importantes escritores de ciencia ficción contemporánea.
Kelly vendió su primer cuento en 1975, y desde ahí ha sido una figura importante en el campo de la ciencia ficción. Se graduó magna cum laude de la Universidad de Notre Dame en 1972, con un B.A. en Literatura Inglesa. Luego de graduarse en la universidad, trabajó como escritor de tiempo completo hasta 1977. Asistió al taller Clarion de ciencia ficción dos veces: 1974 y 1976. En los 80s, él y su amigo escritor John Kessel se involucraron en el debate de Ciencia ficción Humanista Vs Ciberpunk. Y aunque Kelly y Kessel se inclinaban más por la Ciencia ficción Humanista, las cosas se confundieron cuando Kelly publicó varios cuentos de características ciberpunk como "The Prisoner of Chillon" (1985) y "Rat" (1986). Su cuento "Solsticio" (1985) fue publicado en la afamada antología de Bruce Sterling MirrorShades: la antología ciberpunk.
Kelly ha sido galardonado con los premios más apetecidos en la ciencia ficción. Ganó el Premio Hugo por su novelette "Piensa como un Dinosaurio" (1995) y volvió a ganarlo por su novelette "10^16 to 1" (1999). Más recientemente, su novela Burn ganó el Premio Nébula de 2006. Otras historias suyas han ganado la encuesta a lectores de la revista Asimov's y el Premio SF Chronicle. Kelly es listado frecuentemente en la votación final del Premio Nébula, el Premio Locus Poll y el premio Theodore Sturgeon Memorial. Él frecuentemente enseña y participa en talleres de ciencia ficción, tal como el Clarion y el Taller de Escritores Sycamore Hill. Ha sido miembro del New Hampshire State Council on the Arts desde 1998 y presidente del consejo en 2004.
Kelly participa activamente en la revista Asimov's, y durante varios años ha contribuido en la columna de no-ficción de dicha revista "On the Net". Durante veinte años seguidos, ha publicado un cuento en el número de junio de la Asimov's.

## Trabajos
- "Dea Ex Machina" (Galaxy Science Fiction, April 1975)
- Planet of Whispers (Bluejay Books, 1984)
- Freedom Beach (con John Kessel) (Tor Books, 1985)
- "The Prisoner of Chillon" (Asimov's Science Fiction, June 1986)
- "Rat" (The Magazine of Fantasy and Science Fiction, June 1986)
- "Glass Cloud" (Asimov's Science Fiction|Asimov's, June 1987)
- Look Into the Sun (Tor Books, 1989)
- Heroines (collection) (1990)
- "Mr. Boy" (Asimov's Science Fiction|Asimov's, June 1990)
- "The Propagation of Light in a Vacuum" (Universe 1, 1990 - Agua/Cero: una antología de Proyecto Líquido, 2007)
- "Pogrom" (Asimov's Science Fiction|Asimov's, Jan 1991)
- Wildlife (Tor Books, 1994)
- "Think Like a Dinosaur" (Asimov's Science Fiction|Asimov's, June 1995) (ganador del Hugo Award)
- Think Like a Dinosaur and Other Stories (collection) (Golden Gryphon Press, 1997)
- "10^16 to 1" (Asimov's Science Fiction|Asimov's, June 1999) (ganador Hugo Award)
- "Ninety Percent of Everything" (with Jonathan Lethem and John Kessel) (F&SF, Sep 1999)
- "Undone" (Asimov's Science Fiction|Asimov's, June 2001)
- "The Pyramid of Amirah" (The Magazine of Fantasy and Science Fiction|F&SF, March 2002)
- Strange But Not a Stranger (collection) (Golden Gryphon Press, 2002)
- "Bernardo's House" (Asimov's Science Fiction|Asimov's, June 2003)
- "Men Are Trouble" (Asimov's Science Fiction|Asimov's, June 2004)
- "The Edge of Nowhere" (Asimov's Science Fiction|Asimov's, June 2005)
- Burn (Tachyon Publications, 2005) (Nebula Award winner)
- "The Leila Torn Show" (Asimov's Science Fiction|Asimov's, June 2006)
- Feeling Very Strange: The Slipstream Anthology (coedited with John Kessel) (Tachyon Publications, 2006), featuring stories by Aimee Bender, Michael Chabon, Ted Chiang, Carol Emshwiller, Jeffrey Ford, Karen Joy Fowler, Theodora Goss, Jonathan Lethem, Kelly Link, M. Rickert, Benjamin Rosenbaum, George Saunders, Bruce Sterling, Jeff VanderMeer, and Howard Waldrop
- Rewired: The New Cyberpunk Anthology (coedited with John Kessel) (Tachyon Publications, forthcoming 2007)